# 阿留申平鲉
阿留申平鲉（学名：Sebastes aleutianus）是一种平鲉。长度可达97厘米，重量可达900克。和同属其他生物相似，其寿命很长，衰老几乎可以忽略，据报告最大年龄为205岁。平均寿命为20.5岁。
阿留申平鲉是一种深水鱼，生活在北纬66°到31°之间。主要分布在太平洋北部，尤其在白令海到阿留申群岛，往南至圣迭戈和加利福尼亚，深度为25米到900米的水域，可做為食用魚。